# Championnat du monde d'échecs 1927

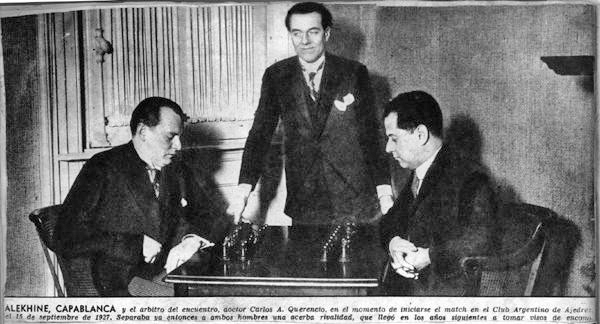
Alexandre Alekhine et José Raúl Capablanca

Le Championnat du monde d'échecs 1927 a vu s'affronter le Cubain José Raúl Capablanca, champion en titre, et le Français d'origine russe Alexandre Alekhine. Il a été disputé à Buenos Aires du 6 septembre au 29 novembre 1927. Alekhine a obtenu la nationalité française pendant le match (5 novembre).
Alekhine a remporté le match sur le score de 6 victoires à 3 et est ainsi devenu le quatrième champion du monde d'échecs.
Dès que le match fut terminé Alekhine annonça qu’il accorderait un match revanche à Capablanca, mais il ne tint jamais sa promesse. Les deux champions ne s’adressèrent plus la parole.

## Résultats
Le premier joueur à remporter six victoires était déclaré le champion.
|                      | 1 | 2 | 3 | 4 | 5 | 6 | 7 | 8 | 9 | 10 | 11 | 12 | 13 | 14 | 15 | 16 | 17 | 18 | 19 | 20 | 21 | 22 | 23 | 24 | 25 | 26 | 27 | 28 | 29 | 30 | 31 | 32 | 33 | 34 | Victoires |
| -------------------- | - | - | - | - | - | - | - | - | - | -- | -- | -- | -- | -- | -- | -- | -- | -- | -- | -- | -- | -- | -- | -- | -- | -- | -- | -- | -- | -- | -- | -- | -- | -- | --------- |
| José Raúl Capablanca | 0 | = | 1 | = | = | = | 1 | = | = | =  | 0  | 0  | =  | =  | =  | =  | =  | =  | =  | =  | 0  | =  | =  | =  | =  | =  | 1  | =  | =  | =  | =  | 0  | =  | 0  | 3         |
| Alexandre Alekhine   | 1 | = | 0 | = | = | = | 0 | = | = | =  | 1  | 1  | =  | =  | =  | =  | =  | =  | =  | =  | 1  | =  | =  | =  | =  | =  | 0  | =  | =  | =  | =  | 1  | =  | 1  | 6         |

Hormis la première (une défense française) et la troisième (une défense ouest-indienne), toutes les parties débutèrent par le gambit dame refusé.